# Wahlkreis West Dunbartonshire
| West Dunbartonshire          |
| ---------------------------- |
| West Dunbartonshire          |
| Gebildet                     |
| 1950; 2005                   |
| Abgeordneter                 |
| Martin Docherty-Hughes (SNP) |
| Regionen                     |
| West Dunbartonshire          |

West Dunbartonshire ist ein Wahlkreis für das Britische Unterhaus. Er wurde erstmals 1950 aus den aufgelösten Wahlkreisen Dunbartonshire und Dumbarton Burghs gebildet. Vor den Unterhauswahlen 1983 wurde West Dunbartonshire aufgelöst. Im Zuge der Wahlkreisreform 2005 wurde der Wahlkreis wieder gebildet. Er umfasst Gebiete der aufgelösten Wahlkreise Dumbarton und Clydebank and Milngavie und deckt die gesamte Council Area West Dunbartonshire ab. Der Wahlkreis entsendet einen Abgeordneten.

## Wahlergebnisse

### Unterhauswahlen 1950
| Ergebnisse der Unterhauswahlen 1950 | Ergebnisse der Unterhauswahlen 1950 | Ergebnisse der Unterhauswahlen 1950 | Ergebnisse der Unterhauswahlen 1950 |
| Partei                              | Kandidat                            | Stimmen                             | %                                   |
| ----------------------------------- | ----------------------------------- | ----------------------------------- | ----------------------------------- |
| Labour                              | Adam McKinlay                       | 20.398                              | 49,3                                |
| Conservative                        | R.A. Allan                          | 19.785                              | 47,8                                |
| Communist                           | F. Hart                             | 1198                                | 2,9                                 |

### Nachwahlen 1950
Mit dem Ableben von Adam McKinlay wurden im Wahlkreis West Dunbartonshire Nachwahlen erforderlich.
| Ergebnisse der Nachwahlen 1950 | Ergebnisse der Nachwahlen 1950 | Ergebnisse der Nachwahlen 1950 | Ergebnisse der Nachwahlen 1950 | Ergebnisse der Nachwahlen 1950 |
| Partei                         | Kandidat                       | Stimmen                        | %                              | ±                              |
| ------------------------------ | ------------------------------ | ------------------------------ | ------------------------------ | ------------------------------ |
| Labour                         | Tom Steele                     | 20.367                         | 50,4                           | +1,1                           |
| Conservative                   | R.A. Allan                     | 20.074                         | 49,6                           | +1,8                           |

### Unterhauswahlen 1951
| Ergebnisse der Unterhauswahlen 1951 | Ergebnisse der Unterhauswahlen 1951 | Ergebnisse der Unterhauswahlen 1951 | Ergebnisse der Unterhauswahlen 1951 | Ergebnisse der Unterhauswahlen 1951 |
| Partei                              | Kandidat                            | Stimmen                             | %                                   | ±                                   |
| ----------------------------------- | ----------------------------------- | ----------------------------------- | ----------------------------------- | ----------------------------------- |
| Labour                              | Tom Steele                          | 21.799                              | 51,3                                | +0,9                                |
| Conservative                        | P.W.N. Fraser                       | 19.292                              | 45,4                                | −4,2                                |
| Liberal                             | Lawrence Lauderdale Maitland        | 1415                                | 3,3                                 | +3,3                                |

### Unterhauswahlen 1955
| Ergebnisse der Unterhauswahlen 1955 | Ergebnisse der Unterhauswahlen 1955 | Ergebnisse der Unterhauswahlen 1955 | Ergebnisse der Unterhauswahlen 1955 | Ergebnisse der Unterhauswahlen 1955 |
| Partei                              | Kandidat                            | Stimmen                             | %                                   | ±                                   |
| ----------------------------------- | ----------------------------------- | ----------------------------------- | ----------------------------------- | ----------------------------------- |
| Labour                              | Tom Steele                          | 21.854                              | 52,3                                | +1,0                                |
| Conservative                        | Lady Huggins                        | 19.902                              | 47,7                                | +2,3                                |

### Unterhauswahlen 1959
| Ergebnisse der Unterhauswahlen 1959 | Ergebnisse der Unterhauswahlen 1959 | Ergebnisse der Unterhauswahlen 1959 | Ergebnisse der Unterhauswahlen 1959 | Ergebnisse der Unterhauswahlen 1959 |
| Partei                              | Kandidat                            | Stimmen                             | %                                   | ±                                   |
| ----------------------------------- | ----------------------------------- | ----------------------------------- | ----------------------------------- | ----------------------------------- |
| Labour                              | Tom Steele                          | 22.105                              | 52,5                                | +0,2                                |
| Conservative                        | N.M. Glen                           | 19.967                              | 47,5                                | −0,2                                |

### Unterhauswahlen 1964
| Ergebnisse der Unterhauswahlen 1964 | Ergebnisse der Unterhauswahlen 1964 | Ergebnisse der Unterhauswahlen 1964 | Ergebnisse der Unterhauswahlen 1964 | Ergebnisse der Unterhauswahlen 1964 |
| Partei                              | Kandidat                            | Stimmen                             | %                                   | ±                                   |
| ----------------------------------- | ----------------------------------- | ----------------------------------- | ----------------------------------- | ----------------------------------- |
| Labour                              | Tom Steele                          | 21.079                              | 50,8                                | −1,7                                |
| Conservative                        | P.T. Smollett                       | 15.448                              | 37,2                                | −10,3                               |
| SNP                                 | A. Gray                             | 5004                                | 12,2                                | +12,1                               |

### Unterhauswahlen 1966
| Ergebnisse der Unterhauswahlen 1966 | Ergebnisse der Unterhauswahlen 1966 | Ergebnisse der Unterhauswahlen 1966 | Ergebnisse der Unterhauswahlen 1966 | Ergebnisse der Unterhauswahlen 1966 |
| Partei                              | Kandidat                            | Stimmen                             | %                                   | ±                                   |
| ----------------------------------- | ----------------------------------- | ----------------------------------- | ----------------------------------- | ----------------------------------- |
| Labour                              | Tom Steele                          | 21.636                              | 52,3                                | +1,5                                |
| Conservative                        | W. Adams                            | 13.724                              | 33,2                                | −4,0                                |
| SNP                                 | R.O. Campbell                       | 6042                                | 14,6                                | +2,5                                |

### Unterhauswahlen 1970
| Ergebnisse der Unterhauswahlen 1970 | Ergebnisse der Unterhauswahlen 1970 | Ergebnisse der Unterhauswahlen 1970 | Ergebnisse der Unterhauswahlen 1970 | Ergebnisse der Unterhauswahlen 1970 |
| Partei                              | Kandidat                            | Stimmen                             | %                                   | ±                                   |
| ----------------------------------- | ----------------------------------- | ----------------------------------- | ----------------------------------- | ----------------------------------- |
| Labour                              | Ian Campbell                        | 23.009                              | 50,9                                | −1,4                                |
| Conservative                        | W. Adams                            | 16.783                              | 37,1                                | +3,9                                |
| SNP                                 | R.O. Campbell                       | 5414                                | 12,0                                | −2,6                                |

### Unterhauswahlen Februar 1974
| Ergebnisse der Unterhauswahlen Februar 1974 | Ergebnisse der Unterhauswahlen Februar 1974 | Ergebnisse der Unterhauswahlen Februar 1974 | Ergebnisse der Unterhauswahlen Februar 1974 | Ergebnisse der Unterhauswahlen Februar 1974 |
| Partei                                      | Kandidat                                    | Stimmen                                     | %                                           | ±                                           |
| ------------------------------------------- | ------------------------------------------- | ------------------------------------------- | ------------------------------------------- | ------------------------------------------- |
| Labour                                      | Ian Campbell                                | 26.247                                      | 39,6                                        | −11,3                                       |
| Conservative                                | Moira Carse                                 | 13.638                                      | 33,2                                        | −3,9                                        |
| SNP                                         | A. Murray                                   | 11.144                                      | 27,2                                        | +15,2                                       |

### Unterhauswahlen Oktober 1974
| Ergebnisse der Unterhauswahlen Oktober 1974 | Ergebnisse der Unterhauswahlen Oktober 1974 | Ergebnisse der Unterhauswahlen Oktober 1974 | Ergebnisse der Unterhauswahlen Oktober 1974 | Ergebnisse der Unterhauswahlen Oktober 1974 |
| Partei                                      | Kandidat                                    | Stimmen                                     | %                                           | ±                                           |
| ------------------------------------------- | ------------------------------------------- | ------------------------------------------- | ------------------------------------------- | ------------------------------------------- |
| Labour                                      | Ian Campbell                                | 15.511                                      | 38,2                                        | −1,4                                        |
| SNP                                         | A. Murray                                   | 13.697                                      | 33,7                                        | +6,5                                        |
| Conservative                                | R.R. MacDonald                              | 9421                                        | 23,2                                        | −10,0                                       |
| Liberal                                     | J.D. Murricane                              | 2029                                        | 5,0                                         | +5,0                                        |

### Unterhauswahlen 1979
| Ergebnisse der Unterhauswahlen 1979 | Ergebnisse der Unterhauswahlen 1979 | Ergebnisse der Unterhauswahlen 1979 | Ergebnisse der Unterhauswahlen 1979 | Ergebnisse der Unterhauswahlen 1979 |
| Partei                              | Kandidat                            | Stimmen                             | %                                   | ±                                   |
| ----------------------------------- | ----------------------------------- | ----------------------------------- | ----------------------------------- | ----------------------------------- |
| Labour                              | Ian Campbell                        | 21.166                              | 48,4                                | +10,2                               |
| Conservative                        | J. Cameron Munro                    | 14.709                              | 33,7                                | +10,5                               |
| SNP                                 | Stan Stratton                       | 7835                                | 17,9                                | −15,8                               |

### Unterhauswahlen 2005
| Ergebnisse der Unterhauswahlen 2005 | Ergebnisse der Unterhauswahlen 2005 | Ergebnisse der Unterhauswahlen 2005 | Ergebnisse der Unterhauswahlen 2005 |
| Partei                              | Kandidat                            | Stimmen                             | %                                   |
| ----------------------------------- | ----------------------------------- | ----------------------------------- | ----------------------------------- |
| Labour                              | John McFall                         | 21.600                              | 51,9                                |
| SNP                                 | Tom Chalmers                        | 9047                                | 21,8                                |
| Liberal Democrats                   | Niall Walker                        | 5999                                | 14,4                                |
| Conservative                        | Campbell Murdoch                    | 2679                                | 6,4                                 |
| Socialist                           | Les Robertson                       | 1708                                | 4,1                                 |
| UKIP                                | Bryan Maher                         | 354                                 | 0,9                                 |
| Christian Vote                      | Marlon Dawson                       | 202                                 | 0,5                                 |

### Unterhauswahlen 2010
| Ergebnisse der Unterhauswahlen 2010 | Ergebnisse der Unterhauswahlen 2010 | Ergebnisse der Unterhauswahlen 2010 | Ergebnisse der Unterhauswahlen 2010 | Ergebnisse der Unterhauswahlen 2010 |
| Partei                              | Kandidat                            | Stimmen                             | %                                   | ±                                   |
| ----------------------------------- | ----------------------------------- | ----------------------------------- | ----------------------------------- | ----------------------------------- |
| Labour                              | Gemma Doyle                         | 25.905                              | 61,3                                | +9,4                                |
| SNP                                 | Graeme McCormick                    | 8497                                | 20,1                                | −1,7                                |
| Liberal Democrats                   | Helen Watt                          | 3434                                | 8,1                                 | −6,3                                |
| Conservative                        | Martyn McIntyre                     | 3242                                | 7,7                                 | +1,3                                |
| UKIP                                | Mitch Sorbie                        | 683                                 | 1,6                                 | +0,7                                |
| Socialist Labour                    | Katharine McGavigan                 | 505                                 | 1,2                                 | +1,2                                |

### Unterhauswahlen 2015
| Ergebnisse der Unterhauswahlen 2015 | Ergebnisse der Unterhauswahlen 2015 | Ergebnisse der Unterhauswahlen 2015 | Ergebnisse der Unterhauswahlen 2015 | Ergebnisse der Unterhauswahlen 2015 |
| Partei                              | Kandidat                            | Stimmen                             | %                                   | ±                                   |
| ----------------------------------- | ----------------------------------- | ----------------------------------- | ----------------------------------- | ----------------------------------- |
| SNP                                 | Martin Docherty                     | 30.198                              | 59,0                                | +38,9                               |
| Labour                              | Gemma Doyle                         | 16.027                              | 31,3                                | −30,0                               |
| Conservative                        | Maurice Corry                       | 3597                                | 7,0                                 | −0,7                                |
| Liberal Democrats                   | Aileen Morton                       | 816                                 | 1,6                                 | −6,5                                |
| Parteilos                           | Claire Muir                         | 503                                 | 1,0                                 | +1,0                                |

### Unterhauswahlen 2017
| Ergebnisse der Unterhauswahlen 2017 | Ergebnisse der Unterhauswahlen 2017 | Ergebnisse der Unterhauswahlen 2017 | Ergebnisse der Unterhauswahlen 2017 | Ergebnisse der Unterhauswahlen 2017 |
| Partei                              | Kandidat                            | Stimmen                             | %                                   | ±                                   |
| ----------------------------------- | ----------------------------------- | ----------------------------------- | ----------------------------------- | ----------------------------------- |
| SNP                                 | Martin Docherty-Hughes              | 18.890                              | 42,9                                | −16,1                               |
| Labour                              | Jean Anne Mitchell                  | 16.602                              | 37,7                                | +6,4                                |
| Conservative                        | Penny Hutton                        | 7582                                | 17,2                                | +10,2                               |
| Liberal Democrats                   | Rebecca Plenderleith                | 1009                                | 2,3                                 | +0,7                                |

### Unterhauswahlen 2019
| Ergebnisse der Unterhauswahlen 2019 | Ergebnisse der Unterhauswahlen 2019 | Ergebnisse der Unterhauswahlen 2019 | Ergebnisse der Unterhauswahlen 2019 | Ergebnisse der Unterhauswahlen 2019 |
| Partei                              | Kandidat                            | Stimmen                             | %                                   | ±                                   |
| ----------------------------------- | ----------------------------------- | ----------------------------------- | ----------------------------------- | ----------------------------------- |
| SNP                                 | Martin Docherty-Hughes              | 22.396                              | 49,6                                | +6,7                                |
| Labour                              | Jean Anne Mitchell                  | 12.843                              | 28,5                                | −9,2                                |
| Conservative                        | Alix Mathieson                      | 6436                                | 14,3                                | −2,9                                |
| Liberal Democrats                   | Jennifer Lang                       | 1890                                | 4,2                                 | +1,9                                |
| Green                               | Peter Connolly                      | 867                                 | 1,9                                 | +1,9                                |
| Parteilos                           | Andrew Muir                         | 708                                 | 1,6                                 | +1,6                                |